# Portable Song!
Portable Song!（ポータブル ソング!）は、東海ラジオ放送の音楽番組。パーソナリティは元東海ラジオアナウンサーの深谷里奈。

## 放送時間
2006年10月～2007年3月25日　毎週日曜日午後9時30分～午後10時

- 2006年12月31日は、「アニメソングリクエスト」放送のため休止。
- 2007年4月1日は、「ゆりしー･梓馬のラブゲッCHUミラクルラジオ」（最終回の振り替え放送）のため休止。

### 過去
2006年4月～9月　日曜午後4時～午後5時15分

2005年10月～2006年4月　日曜午後4時～午後5時
ナイターシーズンは、「下川みくにの見えちゃうラジオ」の振替放送やデーゲーム中継で放送休止、短縮になることが多かった。
なお同枠の後番組は「流石の源石」（第9部）。

## 主なコーナー
- ふかやクッキング
- ストリートトーク
- センスアップ
- ピックアップアーティスト